# آندرژی فیشر
اندرج فیشر (لهستانی: Andrzej Fischer؛ زادهٔ ۱۵ ژانویهٔ ۱۹۵۲ - درگذشته ۲۲ نوامبر ۲۰۱۸) یک بازیکن فوتبال در پست دروازه‌بان اهل لهستان بود.
وی همچنین در تیم ملی فوتبال لهستان بازی کرده‌است.